# Барановка (Краснослободський район)
Бара́новка (рос. Барановка, ерз. Барановка) — присілок у складі Краснослободського району Мордовії, Росія. Входить до складу Старогоряшинського сільського поселення.
Населення — 4 особи (2010; 5 у 2002).
Національний склад (станом на 2002 рік):
- росіяни — 100 %